# Episodi di Leclerc enquéte (prima stagione)
La prima stagione della serie televisiva Leclerc enquéte è stata trasmessa in anteprima in Francia dalla ORTF tra il 21 gennaio 1962 e il 15 luglio 1962.
| nº | Titolo originale              | Titolo italiano | Prima TV Francia | Prima TV Italia |
| -- | ----------------------------- | --------------- | ---------------- | --------------- |
| 1  | Le prix du silence            |                 | 21 gennaio 1962  |                 |
| 2  | Des huîtres pour l'inspecteur |                 | 28 gennaio 1962  |                 |
| 3  | Le saut périlleux             |                 | 4 febbraio 1962  |                 |
| 4  | Ma femme est folle            |                 | 11 febbraio 1962 |                 |
| 5  | Les blousons gris             |                 | 18 febbraio 1962 |                 |
| 6  | Vengeance                     |                 | 25 febbraio 1962 |                 |
| 7  | L'inspecteur Leclerc enquête  |                 | 4 marzo 1962     |                 |
| 8  | Le retour d'Hélène            |                 | 11 marzo 1962    |                 |
| 9  | La trahison de Leclerc        |                 | 18 marzo 1962    |                 |
| 10 | Signé Santini                 |                 | 25 marzo 1962    |                 |
| 11 | Les jumelles                  |                 | 1º aprile 1962   |                 |
| 12 | L'affaire Larive              |                 | 8 aprile 1962    |                 |
| 13 | Les bons enfants              |                 | 15 aprile 1962   |                 |
| 14 | Face à face                   |                 | 22 aprile 1962   |                 |
| 15 | Les gangsters                 |                 | 29 aprile 1962   |                 |
| 16 | La mort d'un fantôme          |                 | 6 maggio 1962    |                 |
| 17 | Black Out                     |                 | 13 maggio 1962   |                 |
| 18 | Feu Monsieur Serley           |                 | 20 maggio 1962   |                 |
| 19 | Mortellement vôtre            |                 | 27 maggio 1962   |                 |
| 20 | Coup double                   |                 | 3 giugno 1962    |                 |
| 21 | Preuve à l'appui              |                 | 10 giugno 1962   |                 |
| 22 | Le taxi                       |                 | 17 giugno 1962   |                 |
| 23 | Affaire de famille            |                 | 24 giugno 1962   |                 |
| 24 | La filière                    |                 | 1º luglio 1962   |                 |
| 25 | Mort sans portefeuille        |                 | 8 luglio 1962    |                 |
| 26 | Haute fidélité                |                 | 15 luglio 1962   |                 |